# Вітас
Вітас (справжнє ім'я Віталій Владасович Грачов; 19 лютого 1979, Даугавпілс, Латвійська РСР) — російський та український естрадний співак.

## Життєпис
Народився в латвійському місті Даугавпілс, однак незабаром його сім'я переїхала до Одеси (музикант досі залишається громадянином України).
У дитинстві навчався в музичній школі за класу акордеона, а також працював у театрі пластики і голосової пародії. Закінчивши дев'ять класів, приїхав до Москви, де став працювати на телеканалі ТВ-6 і випустив свій перший кліп «Опера-2». Головною прикметою композиції став приспів, що виконується дуже високим фальцетом, що стало відмінною рисою його творчості.
Він виконував дуети з такими співаками, як Микола Гнатюк (пісня «Птах щастя»), Деміс Руссос, Лючіо Далла і зі своїм дідусем по батькові Аркадієм Давидовичем Маранцманом, з яким він співає пісню «Дружба».

## Сім'я
- Дід — Аркадій Давидович Маранцман (нар. 5 травня 1923 — пом. 29 липня 2013)
- Батько — Владас Аркадійович Грачов (нар. 16 грудня 1947)
- Мати — Лілія Михайлівна Грачова (пом. 15 липня 2001)
- Дружина — Світлана Гранковська (нар. 7 червня 1984)[2]
- Дочка — Алла (нар. 21 листопада 2008)
- Син — Максим (нар. 26 грудня 2014)[3]